# Distrikt Tuti
Der Distrikt Tuti liegt in der Provinz Caylloma in der Region Arequipa in Südwest-Peru. Der Distrikt hat eine Fläche von 239 km². Beim Zensus 2017 wurden 621 Einwohner gezählt. Im Jahr 1993 lag die Einwohnerzahl bei 993, im Jahr 2007 bei 888. Die Distriktverwaltung befindet sich in der 3790 m hoch gelegenen Ortschaft Tuti mit 528 Einwohnern (Stand 2017). Tuti liegt 13 km nordnordöstlich der Provinzhauptstadt Chivay.

## Geographische Lage
Der Distrikt Tuti liegt in der Cordillera Volcánica am Nordufer des nach Westen fließenden Río Colca. Im äußersten Westen des Distrikts erhebt sich der bekannte Vulkan Nevado Mismi mit einer Höhe von 5597 m.
Der Distrikt Tuti grenzt im Südwesten an den Distrikt Coporaque, im Nordwesten an den Distrikt Lari, im Norden an den Distrikt Caylloma, im Osten an den Distrikt Sibayo sowie im Südosten an den Distrikt Chivay.